# Croagh Patrick
Croagh Patrick (iriska: Cruach Phádraig), lokalt mer känd som the Reek, är ett berg i västra delen av grevskapet Mayo i Republiken Irland.
Croagh Patrick har varit en pilgrimsplats för hundratals år för att hedra Sankt Patrik, Irlands egna helgon, som fastade under fyrtio dagar och byggde en kyrka här.
Berget har en topp på 764 meter över havet.